# Szanmenhszia
Szanmenhszia (egyszerűsített kínai írással: 三门峡市, pinjin: Sānménxiá) prefektúra szintű város Kínában, Honan tartományban. Lakosainak száma 2 034 872 fő (2020).

## Népesség
| 2010 | 2 234 018 |
| 2020 | 2 034 872 |

## Közlekedés

### Vasút
A várost érinti a Lienjünkang–Lancsou-vasútvonal.

## Testvérvárosok
- Kitakami